# Phyllodistomum lesteri
Phyllodistomum lesteri är en plattmaskart. Phyllodistomum lesteri ingår i släktet Phyllodistomum och familjen Gorgoderidae. Inga underarter finns listade i Catalogue of Life.